# General der Luftwaffe
General der Luftwaffe war ein militärischer Dienstgrad der Wehrmacht. Er entsprach dem eines Generals der Infanterie. Er wurde innerhalb der Luftwaffe lediglich zweimal im Jahre 1942 vergeben und stellt damit einen Sonderfall innerhalb des Rangsystems dar. Der Grund lag darin, dass die zu befördernden Luftwaffen-Generalleutnante keiner Waffengattung (Flieger, Flakartillerie, Luftnachrichtentruppe) eindeutig zugeordnet werden konnten und man auf diese Lösung zurückgriff.

## Offiziere in diesem Dienstgrad
| Name             | Lebensdaten | Beförderung      | Anmerkungen |
| ---------------- | ----------- | ---------------- | --- |
| Wilhelm Schubert | 1879–1972   | 1. Juli 1942     | Fachmann für Kriegswirtschaft und Rüstung. Leiter des Wehrwirtschaftsstabes Ost, danach Leiter der Ersatz- und Ausbildungsinspektion der Luftwaffe                                                                |
| Walther Wecke    | 1885–1943   | 1. Dezember 1942 | Erster Kommandeur von Hermann Görings polizeilicher Stabswache aus der sich später Luftwaffen-Erdkampftruppen entwickelten. Zuletzt Kommandant der „Schutzzone Slowakei“ und des Luftwaffenübungsplatzes Malacky. |